# Jimera de Líbar (stacja kolejowa)
Jimera de Líbar (hiszp. Estación de Jimera de Líbar) – stacja kolejowa w miejscowości Jimera de Líbar, w prowincji Malaga, we wspólnocie autonomicznej Andaluzja, w Hiszpanii.
Jest obsługiwana przez pociągi Media Distancia Renfe.

## Położenie stacji
Znajduje się na linii kolejowej Bobadilla-Algeciras w km 99,6, na wysokości 390 m n.p.m., pomiędzy stacjami Benaoján-Montejaque i Cortes de la Frontera.

## Historia
Stacja została uruchomiona w dniu 6 października 1892 roku wraz z otwarciem linii Ronda-Jimena de la Frontera. Prace zostały przeprowadzone przez angielską firmę The Algeciras-Gibraltar Railway Cº. W dniu 1 października 1913 linia została przekazana do Compañía de los Ferrocarriles Andaluces, które obsługiwały linię aż do nacjonalizacji kolei w Hiszpanii w 1941 roku i został stworzony RENFE.
Od 31 grudnia 2004 infrastrukturą kolejową zarządza Adif.

## Linie kolejowe
- Bobadilla – Algeciras

## Połączenia
Stacja jest obsługiwane przez linię 70 Renfe
| Linia MD | Pociągi | Z/kierunek    |  | Kierunek/Do |
| -------- | ------- | ------------- |  | ----------- |
| 70       | MD      | Granada Ronda |  | Algeciras   |